# Убри, Пётр Яковлевич
Пётр Яковлевич Убри (франц. Pierre d’Oubril; голл. Peter van Oubril; 7 (18) февраля 1774, Москва — 23 декабря 1847 (4 января 1848), Франкфурт-на-Майне) — русский дипломат, посол в Париже, Гааге и Мадриде, действительный тайный советник (с 1841 года).

## Биография
Из католического дворянского рода голландского происхождения. Приехав в Россию, его отец служил советником у Н. И. Панина. Сын Пётр родился в Москве. Службу начал, поступив в 1795 году в коллегию иностранных дел актуариусом.
Через четыре года был зачислен в канцелярию вице-канцлера князя А. Б. Куракина, а в 1798 году определён секретарём к генералу от инфантерии Лассию. В 1800 году назначен секретарём русской миссии в Берлин и пожалован мальтийским кавалером.
С 1801 года секретарь посольства в Париже при графе А. И. Моркове, в ноябре 1803 — августе 1804 года поверенный в делах там же. 28 августа 1804 года вручил Министерству иностранных дел Франции ноту о разрыве отношений и выехал из Парижа 20 сентября 1804 года. По возвращении в Россию, Убри был зачислен в канцелярию Министерства иностранных дел, где заслужил доверие князя Адама Чарторыйского.
Со 2 мая по 9 июня 1806 года находился в Париже с особой миссией для ведения переговоров о мирном договоре. Подписал мирный договор с Францией, который не был ратифицирован Александром I. Убри получил выговор, был выслан в деревню, и затем вышел в отставку.
С мая 1809 по февраль 1810 года был поверенным в делах в Пруссии, затем до октября 1812 года секретарём миссии там же.
С 1812 года — чиновник Коллегии иностранных дел (экспедитор французского языка), временно управлял делами Коллегии в 1817 и 1818 годах.
Был российским комиссаром на торговых переговорах с Пруссией в Санкт-Петербурге. В 1817—1820 годах под началом Убри начинал службу А. С. Пушкин.
В 1823—1824 годах — посланник в Нидерландах (одновременно — управляющий Mинистерством иностранных дел России), в 1824—1835 годах — в Испании, с 1835 года — в Гессен-Касселе, при Германском союзе во Франкфурте-на-Майне и Гессен-Дармштадте (по совместительству с 1841), на этом посту находился до смерти.

## Семья

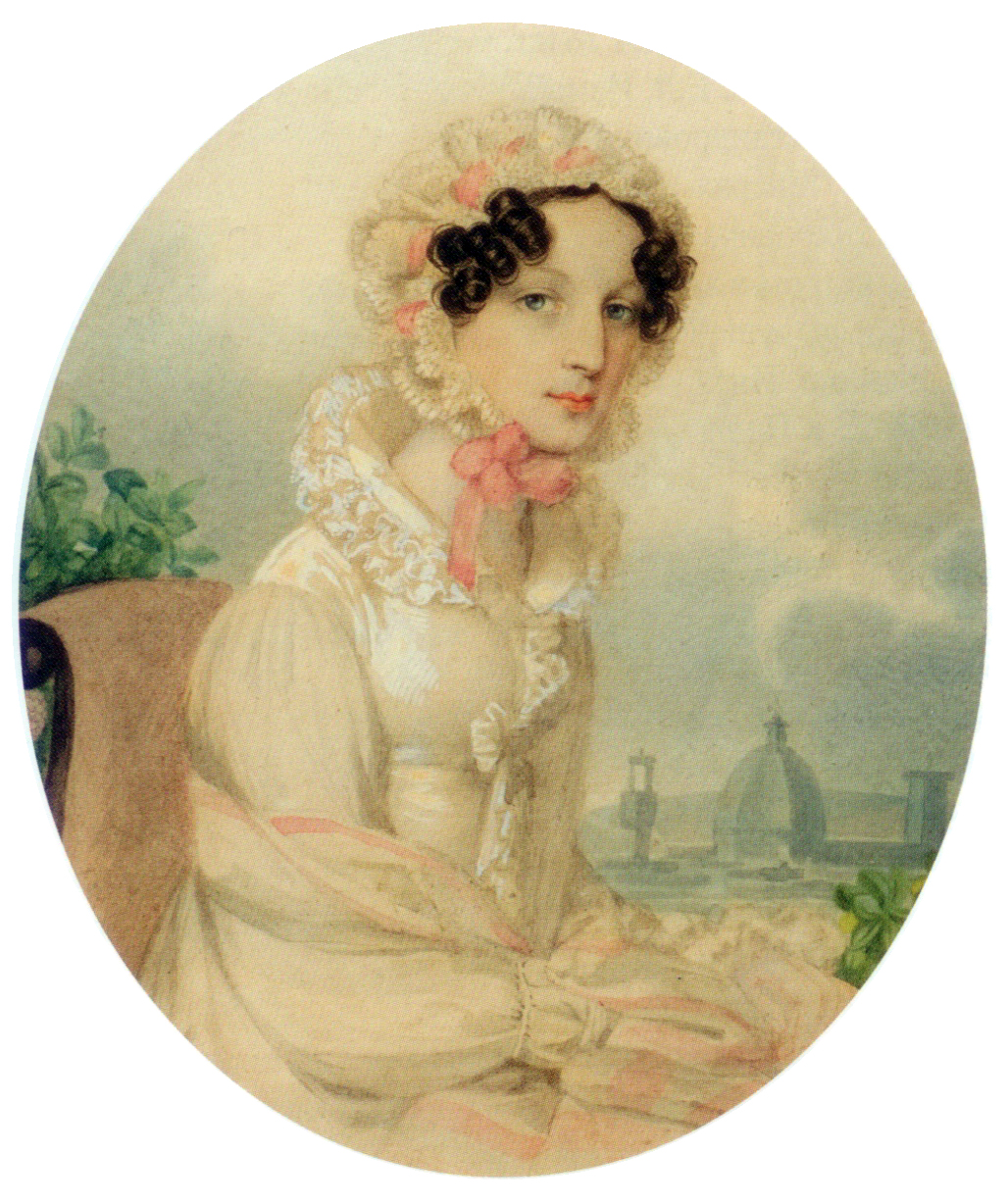
Шарлотта Убри, жена

Был женат на Шарлотте Ивановне (Элеоноре Луизе) Герман (1791—1875), дочери генерала от инфантерии барона Ивана Ивановича Германа фон Ферзена (1740—1801) от брака с Шарлоттой Ивановной фон Герард. С 1844 года кавалерственная дама ордена св. Екатерины второй степени. В браке имели детей:
- Екатерина (1816—1900), камер-фрейлина, замужем (с 29 сентября 1835 года)[1][2] за Иваном Авраамовичем Марченко (1807— ?). Современник писал: «Купидон Марченко, женится на Убри, говорят она очень мала ростом, но прехорошенькая»[3], «причем весь свет, и мамаша в особенности, начинает находить, что барышня делает очень недурную партию»[4]. Венчание было римско-католической церкви св. Екатерины, так как Убри была католического вероисповедания.
- Павел (1818—1896), дипломат.
- Мария (1819—1913), замужем за бароном А. Ф. Будбергом, послом во Франции.
- Инесса (ум. 1865), замужем за бароном К. В. Кноррингом, послом в Португалии и Нидерландах, сын Людвиг Кнорринг.